# Gratentour
Gratentour är en kommun i departementet Haute-Garonne i regionen Occitanien i södra Frankrike. Kommunen ligger i kantonen Fronton som tillhör arrondissementet Toulouse. År 2022 hade Gratentour 4 926 invånare.

## Befolkningsutveckling
Antalet invånare i kommunen Gratentour
Referens:INSEE

## Spomeniki

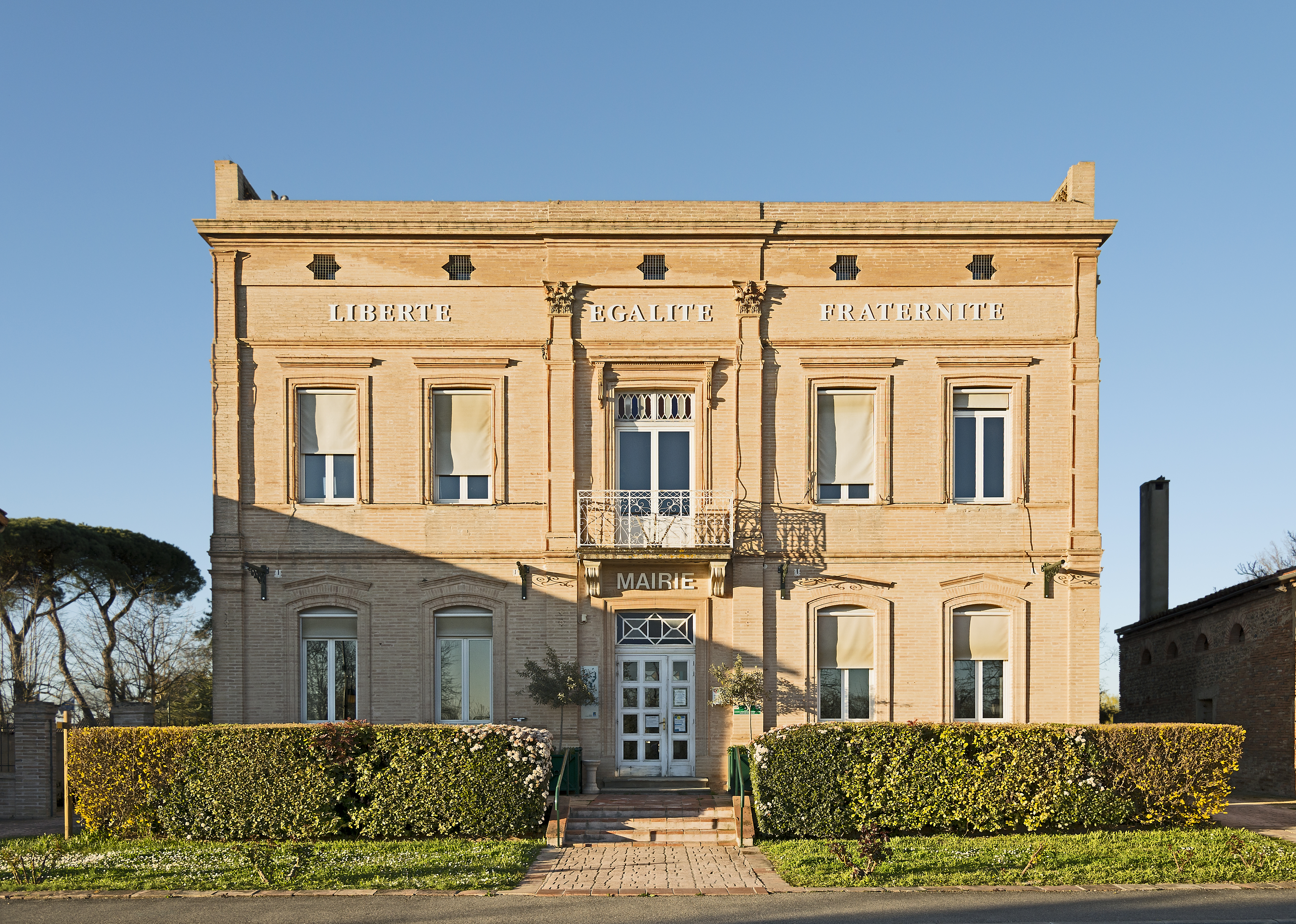
Mestna hiša.
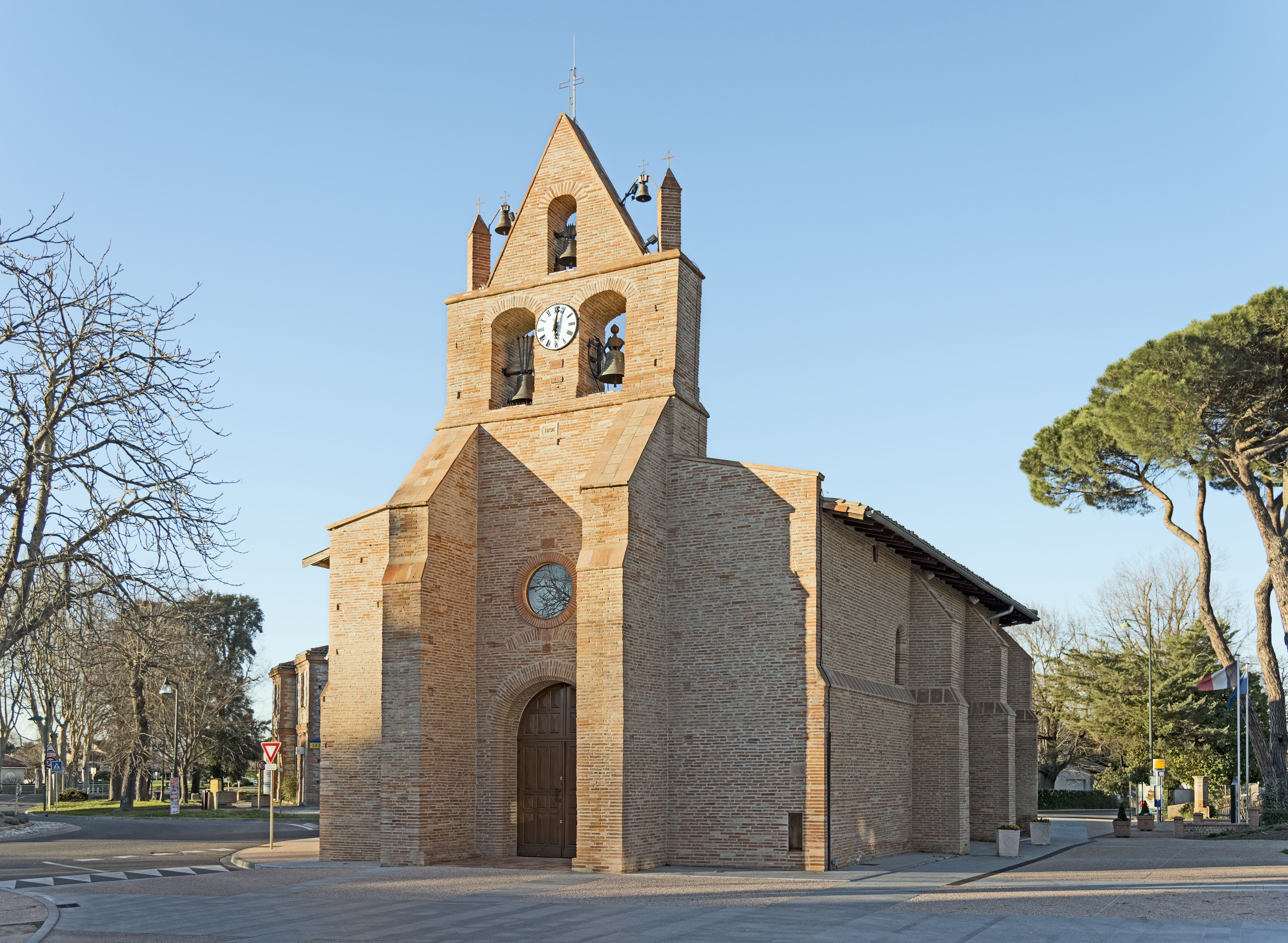
Cerkev.
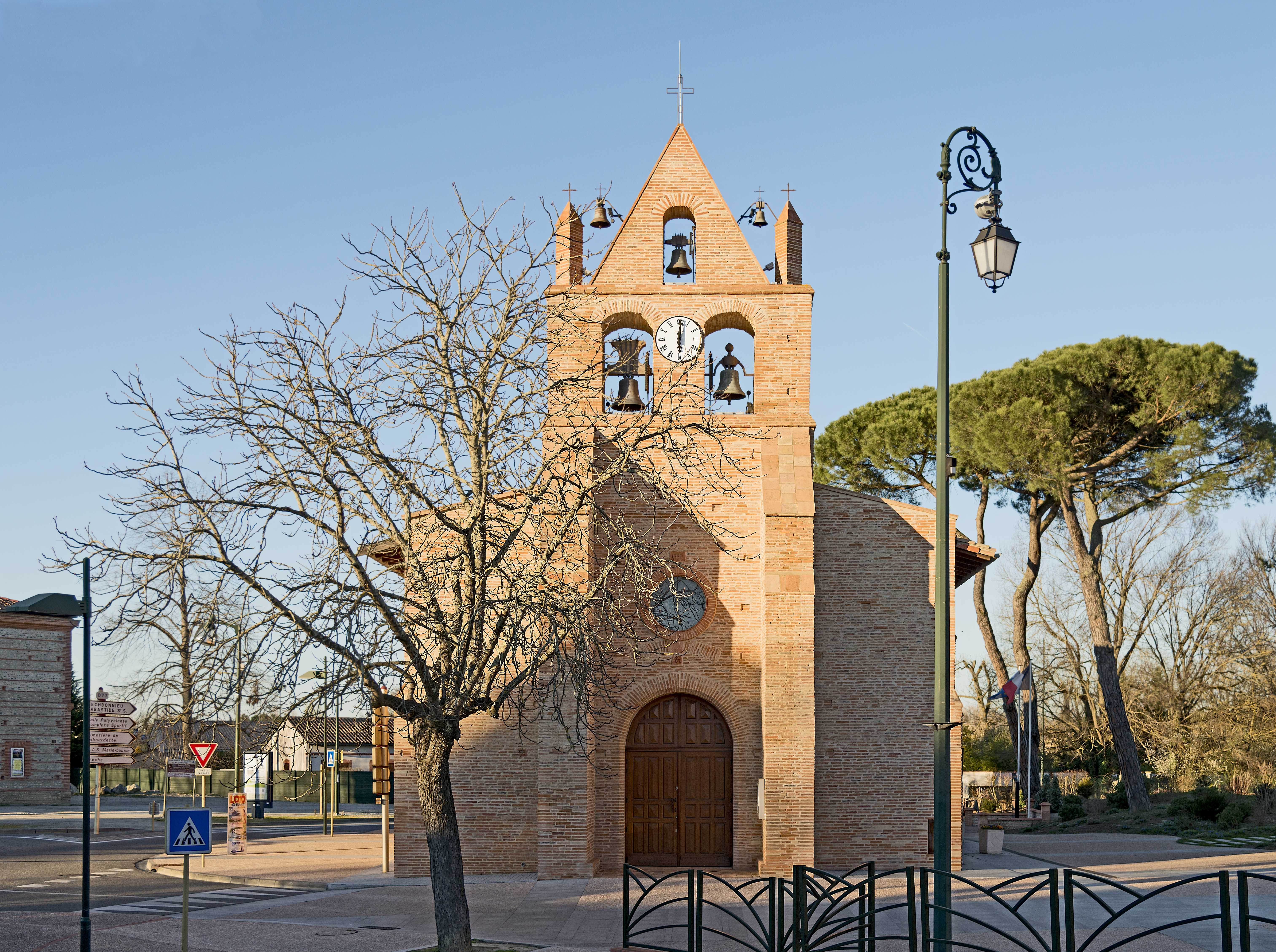
Cerkev.